# Suzanne Voorrips
Suzanne Voorrips (* 11. Oktober 1993) ist eine niederländische Mittelstreckenläuferin, die sich auf den 800-Meter-Lauf spezialisiert hat.

## Sportliche Laufbahn
Erste internationale Erfahrungen sammelte Suzanne Voorrips im Jahr 2015, als sie bei der Sommer-Universiade in Gwangju mit 2:07,57 min in der ersten Runde über 800 Meter ausschied. 2021 startete sie bei den Halleneuropameisterschaften in Toruń und schied dort mit 2:07,78 min im Vorlauf aus. 
2020 wurde Voorrips niederländische Meisterin im 800-Meter-Lauf im Freien sowie 2019 und 2020 in der Halle.

## Bestleistungen
- 800 Meter: 2:02,77 min, 6. September 2020 in Heusden-Zolder
  - 800 Meter (Halle): 2:02,79 min, 10. Februar 2021 in Apeldoorn